# 施塔弗爾巴赫河 (埃勞河支流)
48°36′37.62″N 13°35′7.475″E / 48.6104500°N 13.58540972°E

施塔弗爾巴赫河是德國的河流，位於該國東南部，由巴伐利亞負責管轄，屬於埃爾勞河的左支流，河道全長16公里，流域面積42.8平方公里。